# Microthlaspi granatense
Microthlaspi granatense är en korsblommig växtart som först beskrevs av Pierre Edmond Boissier och Georges François Reuter, och fick sitt nu gällande namn av Friedrich Karl Meyer. Microthlaspi granatense ingår i släktet vårskärvfrön, och familjen korsblommiga växter. Inga underarter finns listade i Catalogue of Life.